# المورد (الوسطية)
المورد هو دُوَّار يقع بجماعة سوق القديم، إقليم تطوان، جهة طنجة تطوان الحسيمة في المملكة المغربية. ينتمي الدوّار لمشيخة الوسطية التي تضم 11 دوار. يقدر عدد سكانه بـ 655 نسمة حسب الإحصاء الرسمي للسكان والسكنى لسنة 2004.

## روابط خارجية
- البوابة الوطنية للجماعات الترابية
- المندوبية السامية للتخطيط